# Йосиф Берски
Йосиф (на гръцки: Ιωσήφ) е православен духовник, митрополит на Вселенската патриаршия.

## Биография
Йосиф е споменат като берски митрополит на 15 януари 1467 година, когато при управлението на патриарх Дионисий I Константинополски подписва съборното проклятие над патриарх Марк II Ксилокарав.